# Португальський Нагасакі
Португа́льський Нагаса́кі — період фактичного керування японським містом Нагасакі португальськими єзуїтами у 1580—1587 роках.

## Передумови
1542 або 1543 року португальський купець Антоніу да Мота разом з Антоніу де Пейшетою та Франсишку Жеймото першим прибув до Японії, ймовірно на о. Кюсю або Танеґасіма. ґрунтовнішою була подорож Фернана Мендеша Пінту, який побував на Кюсю в 1545 році У 1549 році він повернувся до Кюсю вдруге. Свідчення, що зібрав Пінту, виявилися корисними для Португалії з огляду організації торгівлі в новій країні та початку місіонерської діяльності. Водночас було налагоджено торговельні шляхи між Малаккою, якою володіли португальці, Китаєм, де правила династія Мін, та Японією, де тривав період Сенґоку.
1550 року португальський король Жуан III оголосив торгівлю з Японією коронною монополією. Тепер лише торговельні судна з Гоа (центру віцекоролівства) могли спрямовуватися до японських портів. Ситуація змінилася 1557 року, коли Португалія отримала від мінського уряду Макао в оренду. Це покращило посередницьку торгівлю Португалії між Китаєм та Японією, а звідти до Індії.
Спочатку місіонер Франциск Ксав'єр успішно діяв у князівстві Сацума. Втім невдовзі погиркався з даймьо Сімадзу Такахісою. 1551 року засновано невеличкі факторії в Хірадо, що належало даймьо Мацура Таканобу та Бунґо, де правив Отомо Сорін.

## Заснування факторії
1561 року даймьо Омура Сумітада з о. Кюсю зустрівся із єзуїтським місіонером Луїсом Альмейдою, який прибув до його володінь у село Йокосеура проповідувати християнство. Він дозволив місіонеру поширювати нову віру і за його допомоги розпочав торгівлю із португальцями. Незабаром у цих землях було закладено перший міжнародний порт в Японії. Сам Омура Сумітада запросив голову єзуїтської місії в Японії Косме де Торреса і 1563 року став першим японським володарем-християнином, прийнявши хрещення під іменем Варфоломій.
Після того як противники християнства спалили порт і поселення в Йокосеурі, він заснував 1565 року новий порт у місцевості Фукуда, а 1570 року — порт Наґасакі (на місці селища). Останній став центром християнської місії та японсько-португальської торгівлі. До 1579 року тут мешкало 400 португальців, було зведено костел та школу.

## Правління
1580 року, побоюючись захоплення Нагасакі з боку свого суперника — Мацура Таканобу, Омура Сумітада передав на умовах оренди Нагасакі безпосередньо єзуїтському ордену. Від імені останнього угоду підписав візитатор Алессандро Валіньяно.
У місті запровадили систему падроадо, коли світська та церковна влада належали королівській адміністрації. Водночас значні права мали єзуїти. Його було зведено за португальським зразком — навколо центру, де розташовувалися церква Милосердя та ратуша, було зведено інші будівлі. Разом з тим саме в цей час відбулася династична унія Португалії й Іспанії.
Нагасакі мав цивільний та кримінальний кодекси, відмінні від японського права, адаптованого до римського права. Під час перебування у місті капітана «Торговельного судна» (з крамом 1 раз на рік вирушало до Гоа), він очолював адміністрацію Нагасакі.
Нагасакі відвідували іспанські, китайські судна, торговці з Яви. Виник невеличкий китайський квартал. До 1590 року завдяки торгівлі та відсутність військових вторгнень, населення зросло до 5 тис. осіб.
Водночас Нагасакі стає центром місіонерської діяльності на Кюсю та в Японії загалом. 1585 року орден єзуїтів отримав від папи римського Григорія XIII право монопольної діяльності в Японії.
1587 року після вторгнення до Кюсю Тойотомі Хідейосі даймьо Омура Сумітада мусив визнати його зверхність. Того ж року Тойотомі випустив перший антихристиянський наказ. В результаті Омура мусив повернути Нагасакі під свою владу. Втім торгівля з португальцями, їх майно зберігалися.